# 陈林 (1968年)
陈林（1968年11月25日—），原名陈琳，安徽合肥人，中国美术家协会会员，现任安徽艺术学院副院长。

## 生平
1990年本科毕业于安徽师范大学，1993年获安徽师范大学硕士学位，同年任教于安徽大学。2006年于中国艺术研究院获博士学位。曾任安徽大学艺术学院院长，安徽大学艺术创作中心主任。2021年4月，当选第七届安徽省美术家协会主席。2022年8月，增选为安徽省文联副主席。2023年12月，任安徽艺术学院副院长。

## 艺术贡献
先后在《美术》、《美术研究》等刊物发表论文20余篇，作品被微软艺术基金、中国美术馆等机构收藏。出版作品集多部，主编国家十二五高校规划教材《中国画·花鸟》。

## 社会兼职
十一届、十二届安徽省政协委员，教育部美术专业指导委员会委员，中国美术家协会会员，安徽省文联副主席，安徽省美术家协会主席，中国工笔画学会副会长。